# Perisama eliodora
Perisama eliodora är en fjärilsart som beskrevs av Paul Dognin 1888. Perisama eliodora ingår i släktet Perisama och familjen praktfjärilar. Inga underarter finns listade i Catalogue of Life.